# Black Guerrilla Family
Pour les articles homonymes, voir BGF.
La Black Guerrilla Family (aussi connu sous le nom de Black Family ou Black Vanguard) est une organisation criminelle fondée en 1966, en prison, par George Jackson, membre des Black Panthers, alors qu'il purgeait une peine à la prison d'État de San Quentin dans le comté de Marin, en Californie, au nord de San Francisco. 
Le gang a cette particularité d'être idéologique, étant établi en tant qu'organisation révolutionnaire marxiste Afro-Américaine. Il fut fondé à l'origine dans le but d'éradiquer le racisme, maintenir la dignité en prison, et renverser le gouvernement américain.
La Black Guerrilla Family est solidement organisée tant sur la côte Est que la côte Ouest des États-Unis dans les grandes villes et certaines prisons, et coopère avec la Nuestra Familia. Le rappeur Kool G Rap est connu pour être membre des Black Guerrilla.
Le gang représente environ deux mille membres[Quand ?]. Ses principaux ennemis sont : Aryan Brotherhood, Ku Klux Klan, Mexican Mafia, Mara Salvatrucha, Texas Syndicate.

## Symboles
Sabres, machettes, fusils, fusil à pompe, Tech 9 
Un dragon noir prenant la vie d'un gardien de prison.